# Col des Giovi
Le col des Giovi, en italien passo dei Giovi, en ligure passo di Zoi, est un col d'Italie situé dans l'Apennin ligure, au nord de Gênes.
Le col est franchi par la route nationale 35 ; l'autoroute A7 et la ligne de Turin à Gênes passent sous le col par des tunnels.